# Roszycki Spław
Roszycki Spław (niem. Bottig Fluss – potok, prawy dopływ Ścinawki o długości 5,28 km. Jego źródła znajdują się na obszarze Kotliny Kłodzkiej, na zachód od Roszyc, na wysokości ok. 450 m n.p.m. W części źródliskowej składa się z kilku drobnych potoków biorących swój początek na łąkach, które łączą się ze sobą poniżej Roszyc. Następnie płyną dalej wśród pól i łąk, coraz bardziej zwężającą się i pogłębiającą się doliną, która na wysokości Korytowa przekształca się w wąwóz. Przed ujściem bieg potoku łagodnieje, a dolina poszerza się. Roszycki Spław uchodzi na wysokości ok. 290 m n.p.m., naprzeciwko zabudowań Gołogłowów.